# Ananke (měsíc)

Diagram znázorňuje oběžnou dráhu satelitu Ananke v porovnání s ostatními nepravidelnými Jupiterovými satelity. Excentricita vybraných oběžných drah je reprezentována vybranými žlutými čarami. Nejvzdálenější pravidelný satelit Callisto je umístěn na začátku horizontální osy

Ananke (ə-nang'-kee, IPA: /ənæŋki/; řecky Ανάγκη) je retrográdní nepravidelný přirozený satelit Jupiteru. Byl objeven v roce 1951 Sethem Barnes Nicholsonem v observatoři Mount Wilson Observatory a pojmenován byl po mytologické postavě Ananke.
Ananke získal dnešní jméno až v roce 1975, předtím byl znám jako Jupiter XII. V letech 1955 až 1975 byl také občas nazýván Adrastea, dnes však toto jméno patří jinému z Jupiterových satelitů. Po Ananke je pojmenována celá rodina měsíců Ananke, v níž se také nachází.

## Oběžná dráha
Ananke obíhá kolem Jupiteru s velkou excentricitou a inklinací v retrográdním (opačném) směru. Od roku 2000 bylo objeveno 8 nepravidelných družic s podobnou oběžnou dráhou. Orbitální charakteristiky se mění v závislosti na slunečních a planetárních poruchách. Ananke je největší známý satelit této skupiny měsíců, a také největší známý pozůstatek z původního asteroidu, jehož rozpadem vznikla právě rodina Ananke.